# Epimetopus latus
Epimetopus latus (лат.) — вид жуков рода Epimetopus из семейства Epimetopidae. Венесуэла, Колумбия.

## Описание
Водные жуки мелкого размера, вытянутой формы, слабо выпуклые. Длина тела около 2 мм. Голова чёрная, дорзум коричневый до красновато-коричневого, вентер и тазики темно-коричневые, максиллярные щупики коричневые. Сверху грубо гранулирован. Габитус этого вида очень похож на габитус некоторых других представителей группы E. costatus; отличается строением эдеагуса, который сходен с E. latisoides тем, что парамеры очень широкие, с прямыми или почти прямыми медиальными краями и с двумя очень маленькими щетинками на вершине каждого. Однако эдеагус E. latus больше (длина 0,38 мм против 0,31 мм), срединная лопасть шире, а вершина имеет несколько иную форму. Углубления передних тазиков закрытые сзади; метастернум с однообразной скульптурой, без отграниченной гладкой области. Пронотум нависает над головой в виде выступа. Усики состоят из 9 антенномеров. Глаза крупные. Лапки 5-члениковые.

## Таксономия
Вид был впервые описан в 2012 году в ходе родовой ревизии, проведённой американским колеоптерологом Филипом Перкинсом и назван E. latus  в связи с широкими парамерами.